# Arkimedes skruv

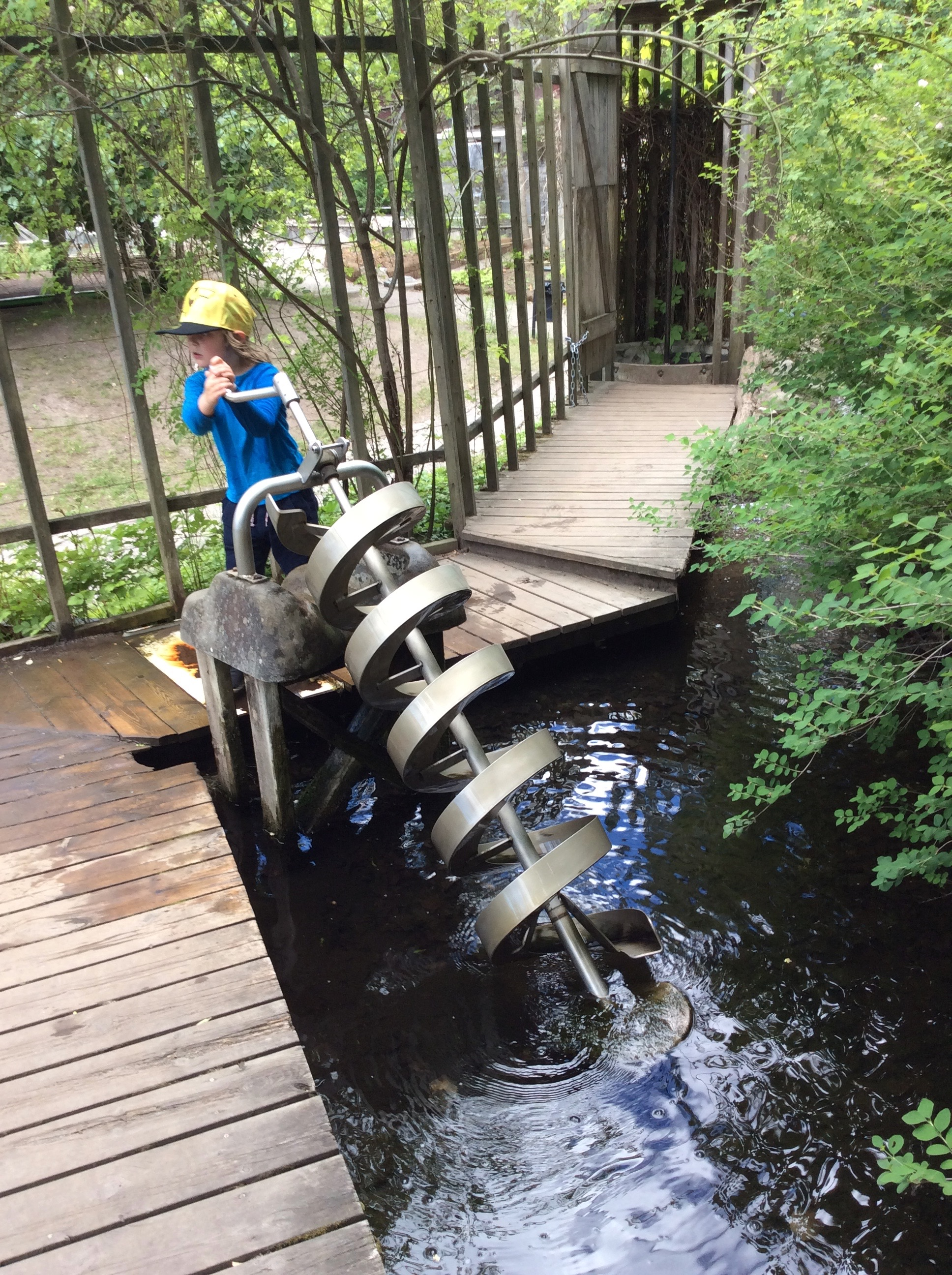
Arkimedes skruv vid Tom Tits experiment i Södertälje.

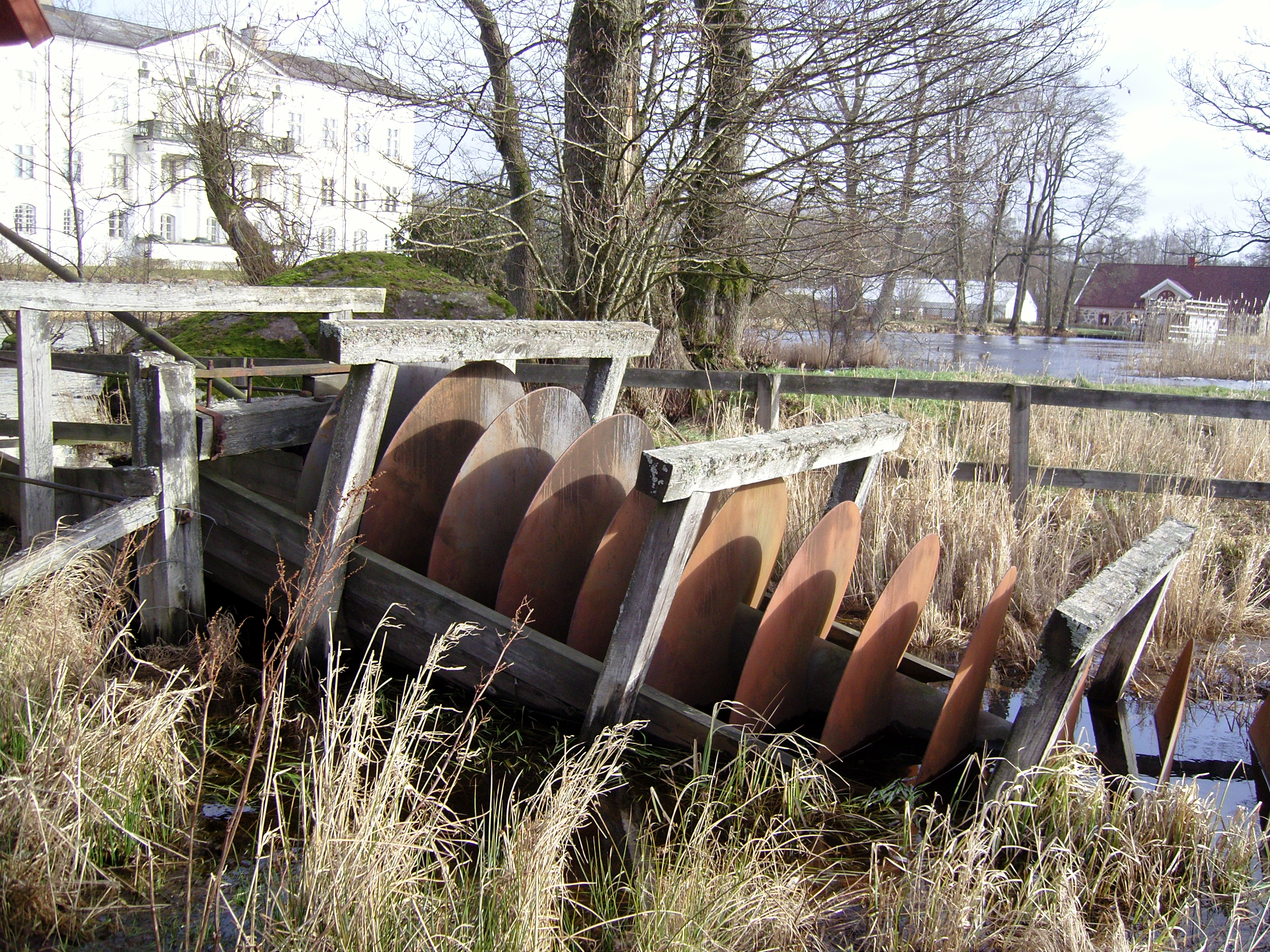
Arkimedes skruv vid Huseby, Alvesta kommun.

Arkimedes skruv för fast medium. För att en arkimedesskruv skall fungera måste den vara placerad lutande.

Arkimedes skruv eller archimedesskruv namngiven efter den grekiska vetenskapsmannen och ingenjören Arkimedes är en anordning för att flytta vätska eller fast materia till en högre liggande nivå. Den består av ett rör som går i spiral (helix) kring en roterande axel. Axeln är upphängd så att den lutar flackt ner i vattnet, på ett sådant sätt att rörspiralens ände under en del av varvet går ner under vattenytan. Rörspiralen fylls då delvis med vatten, som på grund av tyngden alltid lägger sig i den nedre delen av varje spiralvarv. Genom att veva spiralen runt åt rätt håll tvingas vattnet att röra sig uppåt för att befinna sig i botten av spiralen. Upptill rinner vattnet ut i rörspiralens ände.
Eftersom det bara handlar om en roterande rörelse kan den mycket enkelt byggas för att drivas med motor eller vattenhjul.
Arkimedes skruv är en populär pumpanordning i stora delar av världen (globalt samhälle) eftersom  det är en enkel och billig konstruktion, med stor kapacitet men med få delar som kan gå sönder. Den kräver inte heller att vattnet ska vara rent, vilket de flesta andra pumptyper gör. Arkimedesskruvar kan även användas till att transportera fast material, till exempel spannmål i silor eller flis och pellets i  förbränningsanläggningar.